# 明日さがし
『明日さがし』（あしたさがし）は、1990年11月5日 - 12月28日にTBS「花王 愛の劇場」枠にて放送されていた日本のテレビドラマ。全45話。

## キャスト
- 有森也実
- 寺田路恵
- 新克利
- 大沢逸美
- うじきつよし
- 新田純一
- 南渕一輝
- 中村くう
- 小林昭二
- 楠トシエ
- 奥村公延
- 小野みゆき
- 黒田アーサー
- 鹿内孝
- 中西良太
- 大塚良重
- 石丸謙二郎
- 勝部演之
- 山下亜紀
- 北山雅康
- 西村淳二
- 長谷有洋

## スタッフ
- 脚本 - 関根俊夫
- 音楽 - 手塚理
- 演出 - 山津俊一、福田誠
- 製作 - 泉放送制作・TBS

## 主題歌
- 「あなたを見つけるため」

作詞・作曲：MIEKO AOKI / 編曲：小原信哉 / 歌 - MIEKO
（MIEKOは、TBSが製作、泉放送制作が制作協力をしていた『3時にあいましょう』のテーマ曲『あなたのままで』（1992年4月6日 - 1992年10月2日）を歌っていた。CM前のジングルは後継番組の『スーパーワイド』でも1996年5月31日の最終回まで使用されていた）